# Wizualizer

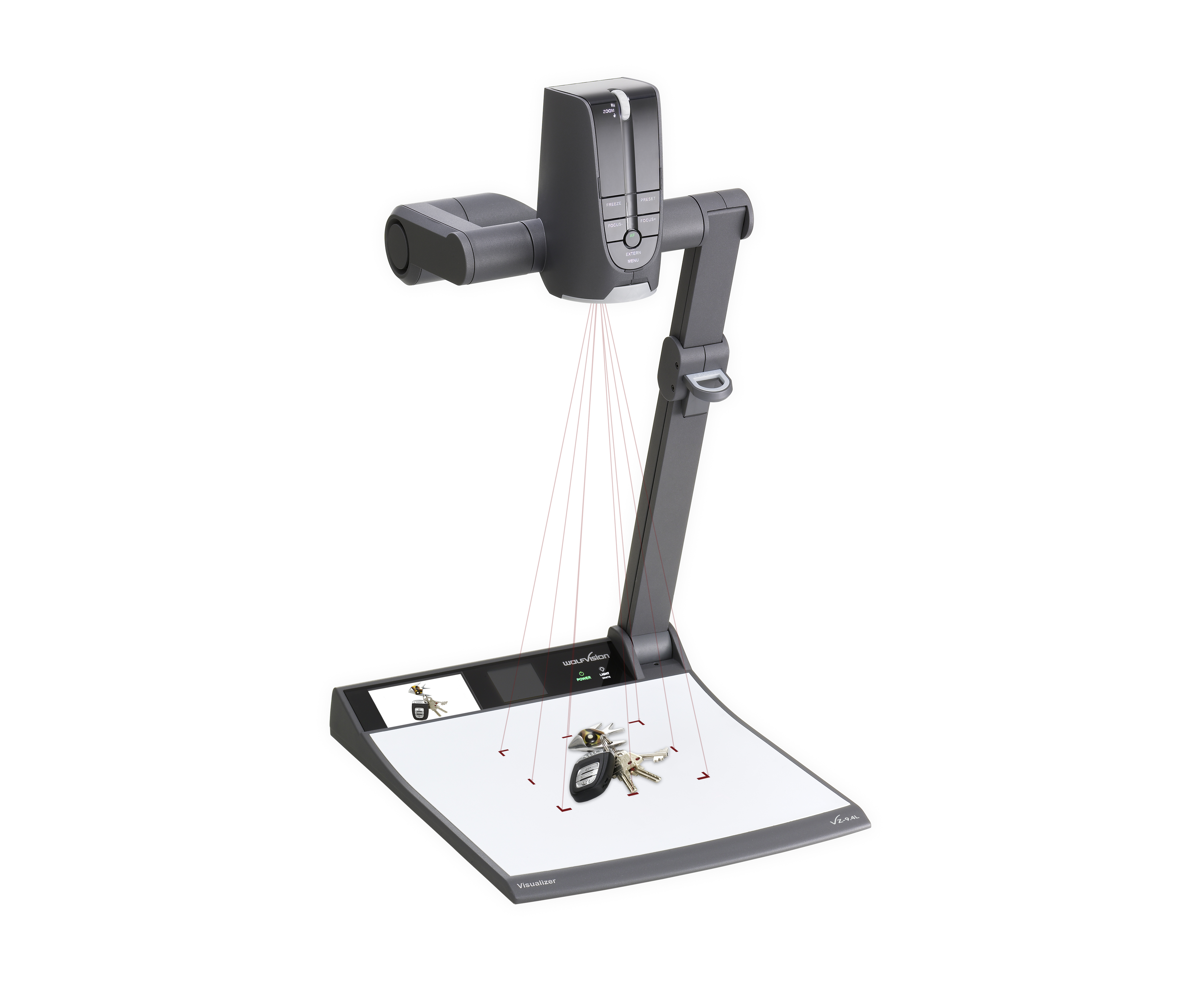
Wizualizer

Wizualizer (ang. document camera) - urządzenie z dziedziny wyposażenia biurowego służące do prezentacji. Umożliwia pokazanie na ekranie (w połączeniu z projektorem) lub na telewizorze czy też monitorze zarówno płaskiego (kartka w szczególności), jak i przestrzennego przedmiotu.
Urządzenie to jest zwykle zbudowane w postaci podstawki, do której przymocowane jest ramię z kamerą i źródłem światła.